# Saint-Benoît-la-Forêt

Saint-Benoît-la-Forêt este o comună în departamentul Indre-et-Loire, Franța. În 1 ianuarie 2022 avea o populație de 848 de locuitori.